# 無限の大宇宙
『無限の大宇宙』（むげんのだいうちゅう）は、1973年に発表されたオノ・ヨーコの3枚目のスタジオ・アルバムである。2枚組アルバムとして発売された。原題は『Approximately Infinite Universe』（アプロクシメイトリィ インフィニート ユニヴァース）。

## 解説
これまでヨーコは悲しみや苦しみをアートへと昇華させてきており、音楽面でも絶叫などといった実験的なアヴァンギャルド・ロックであったが、今作では伝統的なポップ・ロック・サウンドの楽曲が多めとなっている。
ほとんどの楽曲はアメリカ・ニューヨークの『レコード・プラント・スタジオ』にて収録されたが、「キャットマン」と「冬の歌」は、バタフライ・スタジオにて録音された。
レコーディングの風景を記録している映像が存在しており、ジョンとヨーコへのインタビューや、「キャットマン」「冬の歌」、今作には未収録だが、日本限定で発売されたシングル『女性上位万歳』などのレコーディング風景が収録されている。
2017年8月9日に『Yoko Ono復刻シリーズ第二弾』として今作が44年振りに限定ホワイト・ビニールのアナログ・レコードとして再発された。
シングルでも発表され、今作にも収録された「時はいま」は2018年に発売されたアルバム『ウォーゾーン（Warzone）』にて再録音された。

## 収録曲
全曲作詞・作曲、オノ・ヨーコ
邦題はソニーミュージックの公式サイトに基づく。
Disc 1 - Side 1
1. ヤン・ヤン（Yang Yang）
2. サマンサの死（Death Of Samantha）
3. 今宵、彼に安らぎを（I Want My Love To Rest Tonight）
4. しくじった（What Did I Do!）
5. 最近地平線を見たことがある?（Have You Seen A Horizon Lately）

Disc 1 - Side 2
1. 無限の大宇宙（Approximately Infinite Universe）
2. 周旋屋のピーター（Peter The Dealer）
3. 風のある日に（Song For John）
4. キャットマン（Catman (The Rosies Are Coming)）
5. 世界はなんてひどい野郎なんだろう（What A Bastard The World Is）
6. 日の出を待って（Waiting For The Sunshine）

Disc 2 - Side 1
1. ガラス窓に顔をぶちこみたい（I Felt Like Smashing My Face In A Clear Glass Window）
2. 冬の歌（Winter Song）
3. 凧の歌（Kite Song）
4. メチャクチャだ（What A Mess）
5. 知らなかった（'Shiranakatta (I Didn't Know)）
6. 空気の話（Air Talk）

Disc 2 - Side 2
1. 胸の中に女が居る（I Have A Woman Inside My Soul）
2. 移動だ（Move On Fast）
3. 時はいま（Now Or Never）
4. 冬は永遠かしら?（Is Winter Here Stay?）
5. ホテルの窓から見下ろしている（Looking Over From My Hotel Window）

ボーナス・トラック
ライコディスクから発売されたものには以下の2作品を収録、2017年の再発にはドッグタウンのみ収録。
1. ドッグタウン (アコースティック・デモ)（Dogtown）
2. 彼女はひざまつく (アコースティック・デモ)（She Gets Down On Her Kness）